# Diana Ross (альбом, 1970)
Diana Ross (позднее также переиздавался под названием Ain’t No Mountain High Enough) — дебютный сольный альбом американской певицы Дайаны Росс, вышедший в 1970 году на лейбле Motown.

## История создания
Альбом стал первой сольной пластинкой Дайаны, выпущенной после ухода из группы The Supremes. Над альбомом работала известный продюсерский дуэт Ника Эшфорда и Валери Симпсон, помимо продюсирования они написали музыку и тексты песен. Также руку к альбому приложил и музыкант Джонни Бристоль, он продюсировал «Someday We’ll Be Together» — последний сингл The Supremes с участием Дайаны.

## Отзывы критиков
Diana Ross получил в основном положительные отзывы от музыкальных критиков. Рон Уинн из AllMusic дал альбому 4,5 из 5 и заявил, что альбом был один из лучших альбомов, который она выпустила в годы работы с лейблом Motown, и, возможно, это её лучшая работа вообще; также Дайана доказала, что она сможет быть успешной и без The Supremes. Роберт Кристгау поставил альбому три с плюсом. Он заявил, что, хотя на пластинке и были две или три хорошие песни, остальные звучали уныло и скучно. В положительном обзоре Дэрил Изли из BBC заявил, что, несмотря на безвкусную обложку, сам альбом и его песни компенсируют этот недостаток.

## Коммерческий приём
В США альбом смог достичь 19-го места в Billboard Top LPs и 1-го в Top R&B/Hip-Hop Albums. За продажи более чем 500 тысячах экземпляров альбом получил золотую сертификацию от RIAA.

### Синглы
Первый сингл «Reach оut аnd Touch (Somebody’s Hand)» смог попасть на 20-ю строчку в хит-параде Billboard Hot 100, продавшись более чем полумиллионным тиражом. Второй сингл (кавер-версия песни Марвина Гэя и Тамми Террелл 1967 года) — «Ain’t No Mountain High Enough» — стал хитом международного масштаба и добрался до вершины горячей сотни США, а также занял лидирующие позиции в других странах. За этот же сингл Дайану Росс номинировали на «Грэмми» за лучшее женское вокальное поп-исполнение.

## Список композиций

### Оригинальное издание
| №  | Название                                | Автор(ы)                                  | Длительность |
| -- | --------------------------------------- | ----------------------------------------- | ------------ |
| 1. | «Reach Out and Touch (Somebody’s Hand)» | Николас Эшфорд, Валери Симпсон            | 3:02         |
| 2. | «Now That There’s You»                  | Николас Эшфорд, Валери Симпсон            | 3:27         |
| 3. | «You’re All I Need to Get By»           | Николас Эшфорд, Валери Симпсон            | 3:24         |
| 4. | «These Things Will Keep Me Loving You»  | Харви Фукуа, Джонни Бристоль, Сильвия Мой | 3:06         |
| 5. | «Ain’t No Mountain High Enough»         | Николас Эшфорд, Валери Симпсон            | 6:18         |

| №   | Название                          | Автор(ы)                       | Длительность |
| --- | --------------------------------- | ------------------------------ | ------------ |
| 6.  | «Something on My Mind»            | Николас Эшфорд, Валери Симпсон | 2:24         |
| 7.  | «I Wouldn’t Change the Man He Is» | Николас Эшфорд, Валери Симпсон | 3:15         |
| 8.  | «Keep an Eye»                     | Николас Эшфорд, Валери Симпсон | 3:12         |
| 9.  | «Where There Was Darkness»        | Николас Эшфорд, Валери Симпсон | 3:12         |
| 10. | «Can’t It Wait Until Tomorrow»    | Николас Эшфорд, Валери Симпсон | 3:12         |
| 11. | «Dark Side of the World»          | Николас Эшфорд, Валери Симпсон | 3:08         |

### Расширенное издание
Расширенное издание альбома 2002 года включало в себя ряд бонус-треков, в том числе четыре неизданных сессий с продюсером 5th Dimension Боунсом Хау. Также в издание вошли две кавер-версии песни Лоры Ниро, которые впоследствии были записаны Барбарой Стрейзанд для её альбома 1971 года Stoney End, а также песня «Love’s Lines, Angles and Rhymes», ставшую хитом для 5th Dimension в 1971 году.
| №   | Название                                               | Автор(ы)                                  | Длительность |
| --- | ------------------------------------------------------ | ----------------------------------------- | ------------ |
| 1.  | «Reach Out and Touch (Somebody’s Hand)»                | Николас Эшфорд, Валери Симпсон            | 3:02         |
| 2.  | «Now That There’s You»                                 | Николас Эшфорд, Валери Симпсон            | 3:27         |
| 3.  | «You’re All I Need to Get By»                          | Николас Эшфорд, Валери Симпсон            | 3:24         |
| 4.  | «These Things Will Keep Me Loving You»                 | Харви Фукуа, Джонни Бристоль, Сильвия Мой | 3:06         |
| 5.  | «Ain’t No Mountain High Enough»                        | Николас Эшфорд, Валери Симпсон            | 6:18         |
| 6.  | «Something on My Mind»                                 | Николас Эшфорд, Валери Симпсон            | 2:24         |
| 7.  | «I Wouldn’t Change the Man He Is»                      | Николас Эшфорд, Валери Симпсон            | 3:15         |
| 8.  | «Keep an Eye»                                          | Николас Эшфорд, Валери Симпсон            | 3:12         |
| 9.  | «Where There Was Darkness»                             | Николас Эшфорд, Валери Симпсон            | 3:12         |
| 10. | «Can’t It Wait Until Tomorrow»                         | Николас Эшфорд, Валери Симпсон            | 3:12         |
| 11. | «Dark Side of the World»                               | Николас Эшфорд, Валери Симпсон            | 3:08         |
| 12. | «Something on My Mind» (Live)                          | Николас Эшфорд, Валери Симпсон            | 2:37         |
| 13. | «Ain’t No Mountain High Enough» (Alternate Mix)        | Николас Эшфорд, Валери Симпсон            | 6:06         |
| 14. | «Now That There’s You» (Alternate Vocal Version)       | Николас Эшфорд, Валери Симпсон            | 3:08         |
| 15. | «These Things Will Keep Me Loving You» (Alternate Mix) | Харви Фукуа, Джонни Бристоль, Сильвия Мой | 3:13         |
| 16. | «Time and Love»                                        | Лора Ниро                                 | 4:08         |
| 17. | «Stoney End»                                           | Лора Ниро                                 | 3:39         |
| 18. | «The Interim»                                          | Шерил Эрнст-Уэллс                         | 4:49         |
| 19. | «Love’s Lines, Angles and Rhymes»                      | Дороти Джойс                              | 4:02         |

## Позиции в хит-парадах
| Хит-парад (1970)                       | Высшая позиция |
| -------------------------------------- | -------------- |
| Великобритания (UK Albums Chart)       | 4              |
| Канада (RPM Top Albums/CDs)            | 13             |
| США (Billboard 200)                    | 19             |
| США (Billboard Top R&B/Hip-Hop Albums) | 1              |

| Хит-парад (1970)                       | Позиция |
| -------------------------------------- | ------- |
| США (Billboard 200)                    | 96      |
| США (Billboard Top R&B/Hip-Hop Albums) | 47      |

## Сертификации и продажи
| Регион | Сертификация | Продажи  |
| --- | ------------ | -------- |
| США (RIAA) | Золотой      | 500 000^ |
| * Данные о продажах приведены только на основе сертификации. ^ Данные о тиражах приведены только на основе сертификации. |              |          |